# Гоув, Эльма Мэри

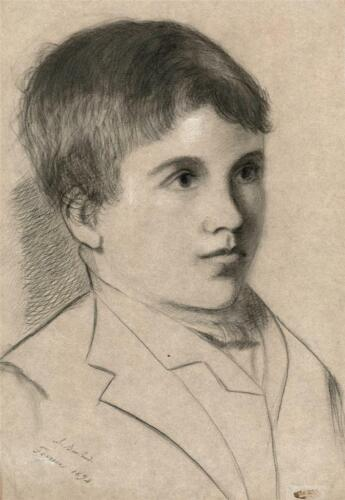
Одна из работ Мэри Гоув

Эльма Мэри Гоув (англ. Elma Mary Gove; 1832—1921) — американская художница.

## Биография
Родилась в 1832 году в Уире, штат Нью-Гэмпшир, в семье Хирама Гоув и Мэри Гоув Николс. Её отец был шляпником, позже стал врачом-самоучкой, а её мать была писателем и одним из первых защитников прав женщин. К 1848 году её родители рассталась и в этом же году они развелись — одним из причин развода стало похищение отцом Эльмы, которую мать вскоре вернула себе. Когда мать вышла замуж во второй раз, Эльма поехала в Нью-Йорк, чтобы учиться на художника.
В 1848 году она поступила в класс антиквариата Национальной академии дизайна. С ежегодной выставки 1849 года, на которой художница выставила три портрета, написанных мелками, она начала участвовать в выставках Академии. В течение следующих пятнадцати лет она продолжала работать мелками, а также иногда маслом. На ежегодной выставке 1851 года она снова представила два портрета, один из них — Элифалета Нотта. Продолжая выставляться в Академии до 1864 года, также показывала свои работы в Пенсильванской академии изящных искусств и Бостонском Атенеуме. В основном Эльма Гоув была художницей-портретисткой, но также создавала жанровые и религиозные произведения.
Гоув жила в Нью-Йорке примерно с 1849 года и, по крайней мере, до 1855 года. В 1857 и 1858 годах она находилась в Цинциннати, где в 1857 году получила медаль за свои рисунки мелками, которые она выставляла на ежегодной выставке Института механики Огайо ( Ohio Mechanics' Institute). Среди её покровителей был художник Генри Уорролл, который взял один из её угольных портретов для показа на выставке Cincinnati Associated Artists в 1866 году. Затем Эльма Мэри Гоув указывала свой адрес как Париж, в 1870 году было отмечено, что она направляется в английский Грейт-Малверн.
Она вышла замуж за Томаса Летчворта вскоре после прибытия в Англию, у них родилось двое детей. Вероятно, что она осталась в Англии до конца своей жизни.
Умерла в 1921 году.